# Godzilla a Mechagodzilla ellen
A Godzilla a Mechagodzilla ellen (ゴジラ対メカゴジラ, átírva Godzsira tai Mekagodzsira) egy 1974-es japán sci-fi szörnyfilm, amelyet a Tóhó stúdió, Fukuda Dzsun rendező és Nakano Terujosi effektmester készített. A Godzilla sorozat 14. tagja, érdeme Godzilla egyik legfőbb visszatérő ellenfele, az ő kiborg mása, MechaGodzilla bemutatása. A film cselekményét az első Godzilla sorozatot, azaz a Sóva szériát záró Terror of MechaGodzilla folytatta.
Ez eddig az egyedüli japán Godzilla film, amelyet Magyarországon is bemutattak, bár egyéb magyarlakta területeken, úgymint Erdélyben és a Vajdaságban már az ötvenes és hetvenes években is kiadták párat a széria korábbi részei közül.  Hazánkban 1989-ben került mozikba és később VHS kazettára a Mokép Rt. forgalmazásában. A magyar változatot a Magyar Szinkron- és Videovállalat készítette.
A film hivatalos nemzetközi címe Godzilla vs. MechaGodzilla, angol nyelvterületen ismert a Godzilla vs. The Bionic Monster és a Godzilla vs. The Cosmic Monster alternatív címeken is.

## Cselekmény
|  | Alább a cselekmény részletei következnek! |

Az Okinavában honos Azumi család egy ősi legendát őriz, mely egy szörnyeteg megjelenését jósolja, „ha pedig majd vörösen nyugszik le a Hold, és nyugaton kel fel a Nap”, két újabb szörny tűnik fel, hogy legyőzze. A legendáról Naminak, a család egy hercegnőjének, baljóslatú rémálma van.
Simizu Maszahiko barlangász egy titokzatos fémet fedez fel, fivére, Keiszuke, pedig egy ásatáson ősi relikviákra bukkan. Ezek közt van egy szobor, amely a legendás Sárkánycsászárt ábrázolja. Kanaguszuku Szaeko régésznő Keiszuke mellé szegődik, hogy a felfedezéseket eljuttassák Mijadzsima Hideto professzorhoz, ám két idegen férfi is követi őket. Az egyikük riporternek adja ki magát, a másik megpróbálja ellopni tőlük a szobrot, de terve meghiúsul.
A jóslat jelei kezdenek valóra válni: miután egy fekete hegy látszatát keltő felhő jelenik meg az égen, földrengés történik, és a Fudzsi hegy felrobban. A hegyből Godzilla tűnik elő, és noha korábban az emberek oldalára állt, épületeket kezd rombolni. A talajból egy másik szörny, Godzilla barátja, Anguirus jelenik meg, és rátámad. Godzilla hamar meghátrálásra készteti a páncélos óriáshüllőt, de harc közben leválik a bőrének egy darabja. Keiszuke, aki azt indult ellenőrizni, hogy testvére és a professzor jól vannak-e, a harcterület közelében egy új mintát talál az idegen fémből. A professzor megállapítja, hogy Space Titániumról van szó.
A szokatlanul viselkedő Godzilla egy üzemi komplexust rombol, amikor útját állja egy másik Godzilla – az igazi. Harc tör ki kettejük között, mely során a hamis Godzilla felfedi valódi kilétét: bőrét eltüntetve kiderül, hogy MechaGodzilla az, egy mindenféle fegyverrel ellátott óriásrobot. A harc során mindkét szörny megsérül: Godzilla eltűnik a víz alá, MechaGodzillát pedig rejtélyes irányítói visszavonulásra parancsolják. Mijadzsima professzor szerint MechaGodzilla földönkívüli eredetű lehet. Feltevése beigazolódik, amikor lányával, Ikukóval és Maszahikóval visszatérnek a barlangba, ahol a Space Titániumot találták, és az idegenek fogságába esnek. Az idegenek vezére, Kuronuma, beavatja őket terveikbe: a Fekete Lyuk Harmadik Bolygójáról érkeztek a Föld leigázására, de szükségük van a szakértelmére, hogy feljavítsák MechaGodzillát.
Hogy felépüljön sérüléseiből, Godzilla visszatér a Szörny Szigetre, ahol hatalmas vihar tombol. A Godzillába csapó villámok új energiával töltik fel. Keiszuke és Szaeko eközben egy hajón utaznak, hogy visszavigyék a Sárkánycsászár szobrot az Azumi család templomába, ám útjuk során ismét rájuk ront a tolvaj. Keiszuke csetepatéba keveredik vele, közben a tolvaj arca megsérül, felfedve majomszerű ábrázatát. A titokzatos riporter végez vele, megmentve így Keiszuke életét.
Később Keiszuke egy hotelben hagyja Szaekót a szoborral, és a barlanghoz indul, hogy a testvérével találkozzon. Ott azonban ismét a riporterbe botlik. Kiderül, hogy ő igazából egy Interpol-ügynök, akit Nanbarának hívnak, és az idegenek után nyomoz. Ketten együtt behatolnak a majomszerű űrlények bázisára, és kiszabadítják raboskodó társaikat. Keiszuke és Ikuko elindulnak a hotelba, míg a professzor, Nanbara és Maszahiko hátramarad, hogy szabotálják az idegenek bázisát.
Másnap beteljesül a jóslat második fele, a Hold vörösen fénylik egy holdfogyatkozás miatt, és a Nap fénye visszatükröződik a felhőkön, azt a látszatot keltve, hogy nyugaton kel fel. Keiszuke és társai felkeresik Nami hercegnőt és nagyapját, mert ideje előhívniuk a Sárkánycsászárt. Nami elénekli a dalt, amely felébreszti a védőistenüket álmából, de ekkorra már MechaGodzilla is elindult feléjük. A kiborg könnyűszerrel leveri a Sárkánycsászárt, de Godzilla a segítségére siet. A két jóságos szörny eleinte alulmarad MechaGodzilla fegyverarzenáljával szemben, ám a villámokból nyert ereje segítségével Godzilla mágnessé alakítja a testét, magához vonzza a gépszörnyet, és letekeri a fejét. A bázist közben a professzor csapata szabotálja, és szabadulásuk során végeznek Kuronuma vezérrel is. Az idegenek berendezései MechaGodzillával együtt felrobbannak. Godzilla visszatér a tengerbe, a Sárkánycsászár visszamegy alvóhelyére, és a szobra is visszakerül az Azumi család tulajdonába.
|  | Itt a vége a cselekmény részletezésének! |

## Szereplők
| Szereplők                        | Színész          | Magyar hang     |
| -------------------------------- | ---------------- | --------------- |
| Simizu Keiszuke                  | Daimon Maszaaki  | Bezerédi Zoltán |
| Simizu Maszahiko                 | Aojama Kazuja    | Kautzky Armand  |
| Kanaguszuku Szaeko               | Tadzsima Reiko   | Tóth Enikő      |
| Mijadzsima Hideto professzor     | Hirata Akihiko   | Fülöp Zsigmond  |
| Mijadzsima Ikuko                 | Macusita Hiromi  | Radó Denise     |
| Vagura professzor                | Koizumi Hirosi   | Juhász Jácint   |
| Kunito Tengan, Azumi főpap       | Imafuku Maszao   | Kenderesi Tibor |
| Kunito Nami, Azumi hercegnő      | Beru-Beru Lin    | Ábrahám Edit    |
| Nanbara Interpol-ügynök          | Kisida Sin       | ?               |
| Kuronuma, földleigázó parancsnok | Macumi Goró      | Beregi Péter    |
| Hajókapitány                     | Szahara Kendzsi  | Koroknay Géza   |
| Godzilla                         | Zusi Iszao       |                 |
| MechaGodzilla                    | Mori Isze        |                 |
| King Caesar, a Sárkánycsászár    | Kuszumi Mamoru   |                 |
| Anguirus                         | Vatanabe Tadakki |                 |

## Háttér
Fukuda Dzsun rendező utolsó Godzilla filmje a széria huszadik évfordulója alkalmából készült. Az 1970-es évek kísérleti jellegű, bugyutább, ugyanakkor mélyebb mondanivalókat tartalmazó Godzilla-filmjeivel ellentétben itt a hangsúly az akcióra került át, a hangulat némileg komolyabb, nem szerepelnek benne gyerekek. A film költségvetése és a technikai színvonala sokkal magasabb volt, mint az előző pár felvonásé, konzerv anyagot alig használt. A speciális effektusok készítését felügyelő Nakano Terujosi látványos robbanásokkal akart egy, az addigiaknál izgalmasabb és lármásabb Godzilla filmet alkotni, így próbálva feleleveníteni az akkoriban népszerűsége mélypontján lévő szériát. Ő javasolta a robotszörny ötletét is a korábbi forgatókönyvek javát jegyző Szekizava Sinicsi írónak, miután az ötlethiány miatt panaszkodott. Tanaka Tomojuki producer is ragaszkodott MechaGodzillához, amit egy másik híres óriásszörny robotmása, az 1967-es King Kong Escapes-ben szereplő Mechani-Kong népszerűségével indokolt. A kész szövegkönyvet végül a rendező és Jamamura Hirojaszu dolgozta át, és őket is tüntették fel írókként, minek eredményeképp Szekizava később kilépett és felhagyott a forgatókönyvírással.
Számos, a 60-as, 70-es években népszerű, japán szuperhősös tévésorozat elemei is megmutatkoznak a kész filmben: ilyen derivatív elemek maga az alaptörténet, a sablonok mentén megírt karakterek, egyes jelenetek beállításai, s MechaGodzilla kinézete és képességei is nagyban emlékeztetnek a Giant Robo (nyugati címén Johnny Sokko and his Flying Robot) című sorozat óriásrobotjára. Több itt megjelenő színész is hasonló tévéműsorokban szerepelt először, míg a Tóhó megszokott arcai közül csak Hirata Akahiko, Koizumi Hirosi és Szahara Kendzsi képviselteti magát.
A film eredetileg igen másmilyennek indult, de a produkció elejétől kezdve ugyanazok dolgoztak a forgatókönyvön. Korai címe Giant Monsters Converge on Okinawa! Showdown in Zanpamisaki volt, és ismét a már korábbi filmekben sokat látott földönkívüli invázió ötletét vette alapul. Okinavát, mint helyszínt, az elvetett Godzilla vs. Redmoon filmötletből vették át.
Az ellenséges szörny az úgynevezett Garugan lett volna, s a jó oldalon Godzilla, Anguirus és Mothra, az óriáslepke állt volna. Nami, a szerzetesnő már itt megjelent. Később a cím Showdown in Zanpamisaki: Godzilla vs Mechagodzilla lett, és Mothrát és Garugant két új szörny, King Barugan és MechaGodzilla váltotta le. A következő átiratban King Barugan karaktere átalakult King Caesarrá, azaz a filmben szereplő Sárkánycsászárrá. Nyugaton használt neve, King Caesar és a régebbi átírásokban szereplő King Seesar, igazából a japán „Kingu Sisza” félreértelmezése, ugyanis a sisza nevű mitikus őrzőlény alapján mintáztak meg.
Godzilla dizájnját az előző filmből hasznosították újra, de változtattak a jelmez arcán, hogy ne tűnjön olyan barátságosnak. A Godzillának álcázott MechaGodzillát is részben ugyanez a jelmez alakította, de néhány snitthez egy nem filmezési céllal készült promóciós jelmezt használtak. Anguirus szerepeltetése és hősies jelleme az 1971-es Godzilla vs. Gigan filmre épül, amelyben Godzilla bajtársaként küzdött – a korábbi pozitív szörnyfigurákat, mint Rodant és Mothrát a régi jelmezük vagy bábujuk rossz állapota miatt nem tudták már megjeleníteni.
A Godzilla filmek közt ez volt az addigi legvéresebb, ami talán összefügg azzal, hogy Nakano Terujosi ezzel egyidejűleg dolgozott a Tóhó Drakula trilógiáján is. A széria eredeti effektrendezője, Cuburaja Eidzsi a 60-as években kerülte a véres jeleneteket, mert mindig gondolt a gyermekközönségre. Nakano hozzá képest kötetlenebb volt, de a korhatár-besorolás miatt az idegen megszállók vérét nem vörösre, hanem feketére színezte. A film hangulata összességében komoly és több felnőtteknek szánt eleme van, de a szériára akkortájt jellemző humor megmutatkozik például Godzilla csalódott testbeszédén, mikor egyik támadása célt téveszt.
Az idegenek fajának eredetileg Garuga lett volna a neve, de a filmben nem nevezik meg őket.

## Fogadtatás
A film Japánban és Amerikában mérsékelten sikeres volt. Japánban kb. 1 330 000 jegyet adtak el rá, ami jelentős fejlődés volt az előző rész 980 000 mozijegyéhez képest, habár az évtized két korábbi Godzilla epizódjának 1,7 és 1,8 milliós látogatottságához képest visszaesés. Valószínűleg e viszonylagos siker miatt hozták vissza MechaGodzillát és a Fekete Lyuk idegeneket a következő részre is. Hála a filmnek, Fukuda Dzsun, Szekizava Sinicsi író és Szato Maszaru zeneszerző pozitív fogadtatás keretében lépett ki a sorozatból, és a speciális effektusokért felelős Nakano Terujosi is megerősítette szaktekintélyét, bár Fukuda saját bevallása szerint egyetlen Godzilla filmet sem kedvelt, melynek rendezését ráosztották. Nakano jobban állt hozzá, Guy Mariner Tucker Age of the Gods – A History of the Japanese Fantasy Film című könyvéből kiderül, hogy az 1973-as Submersion of Japan és a '84-es The Return of Godzilla effektjeivel egyetemben az itteni munkájára a legbüszkébb.
Amerikában 1977-ben a film korlátozott mozibemutatót kapott a Cinema Shares forgalmazásában. 4 percnyi anyagot kivágtak belőle az alacsonyabb korhatár végett, és a címét Godzilla vs. The Bionic Monster-re változtatták. A kivágott jelenetek megváltoztatták a cselekményt, mivel az amerikai verzióból nem derül ki, hogy az idegenek bázisát felrobbantó szereplők életben maradtak. Miután a Universal Pictures perrel fenyegette a kiadót, mondván, hogy a címet a The Bionic Woman sorozatuktól vették át, a Cinema Shares Godzilla vs. The Cosmic Monster-re változtatta a címet. A vágatlan verzió Godzilla vs. Mechagodzilla címen 1988-ban került kazettára a New World Video kiadásában. Mindkét változat a Tóhó megrendelésére Hongkongban gyártott angol hangsávot tartalmazta.
Egyéb országok máshogy viszonyultak a film forgalmazásához. Nyugat-Németországban a címe King Kong gegen Godzilla (King Kong Godzilla ellen) lett, MechaGodzilla nevét a német szinkron megtévesztően King Kongra módosította – a Constantin Film kiadó hasonlóképp járt el a Godzilla vs. Megalon című filmmel is, melynek Jet Jaguar nevű robotját szintén King Kongra nevezték át. Franciaországban 1977-ben mutatták be, King Caesar nevét „Az Óceán Őrzőjére” változtatták, és a nyitójelenettel együtt Szato Maszaru zenéjének javát is kivágták. Hasonló zavarodást okozott, hogy az eltolódott kiadás miatt a francia forgalmazó a filmet az 1975-ös Terror of MechaGodzilla folytatásaként reklámozta, holott igazából az a film a folytatása ennek.
Magyarországon csak 1989-ben mutatták be, ez idő tájt Japánban már a második Godzilla sorozat, a Heiszei széria futott. A vágatlan japán verziót a Mokép Rt. forgalmazta mozikban és VHS kazettán. A kazettatokon szereplő cím Godzilla Mechagodzilla ellen, névelő nélkül. A film indította a '89-es nyári moziszezont, és a sajtó úgy harangozta be Godzillát, mint King Kong japán „unokatestvérét”, aki több mint száz filmben szerepelt. A magyar mozinézők nagyjából 105 000 jegyet váltottak a filmre, ami 2 490 000 forint bevételt jelentett. A '89-ben hazánkban bemutatott hét japán mozifilmből a harmadik legnézettebb volt. A magyar plakátot Boros Zoltán és Szikszai Gábor grafikusok festették.
A film kritikai fogadtatása vegyes volt. A Rotten Tomatoes mindössze nyolc kritika szerint 75%-ra értékeli a filmet, 5.7/10-es pontátlaggal. A nézői értékelések alapján 62%-on áll, 5-ből 3.6 ponton. Az IMDb mozi-adatbázison az értékelése 6.4.
Lenoard Maltin amerikai filmkritikus és -történész nem tudta komolyan kezelni a filmet. Fáber András (Filmvilág) szerint „A film [...] egy több évtizede tartó, számos mesterember által készített siker-sorozat sokadik – némiképp hervadt és fantáziátlan – darabja.” Gáti Péter (Új Tükör) „a filmtörténet egyik legrosszabb tudományos-fantasztikus filmje”-ként írta le. Takács István (Pest Megyei Hírlap) szintén lehúzta az általa iszonyatosan bugyutaként jellemzett filmet, melyet a King Kong másolatának vélt. Elfogadhatatlannak tartotta, hogy a látványvilága nem érte el az olyan későbbi, amerikai filmekét, mint a Csillagok háborúja, A cápa és a Harmadik típusú találkozások. Steve Ryfle ötből két csillaggal értékelte a filmet, és könyvében azt írta, „a Godzilla sorozat legjobb része a Destroy All Monsters óta – de ugyanakkor ez nem mond sokat. Habár némileg visszaállította a Szörnyek Királyának megkopott hírnevét, képtelen volt megmenteni őt a pénzügyi haláltól.” A műfaj egy másik szakértője, David Kalat pozitívan ír a film speciális effektjeiről, akciójeleneteiről és Fukuda rendezéséről, de a forgatókönyvet és a szereplőket kritizálja sablonosságuk és laposságuk miatt, mondván, a sorozat felnőtteket célzó darabjai közül ez az egyik legsekélyesebb.
Jason Barr író a filmet a franchise egy remek darabjának tartja, és David E. Chappelle egy Famous Monsters of Filmland-ben megjelent cikke alapján mély mondandót vél felfedezni történetében, mely ellentmond David Kalat olvasatának. Barr szerint a megszálló idegenek az amerikai kolonizálást, Godzilla és King Caesar pedig Japánt és Okinavát szimbolizálja. A második világháború után az Egyesült Államok több hadi támaszpontot létesített a Japánnal viszontagságos kapcsolatban lévő Okinaván, és intézkedéseikkel megsértették a sziget hagyományait. A film nagy hangsúlyt helyez az okinavai mitológiára, és a Godzilla és King Caesar közti ideiglenes összefogás révén visszavert romboló invázió talán egy Japán és Okinava közti lehetséges szövetséget volt hivatott elővetíteni. Kalat szerint a stúdió azonban kimondottan azért használt földönkívülieket az ellenség szerepére, mert velük egy külföldi nemzetet sem lehet azonosítani.
Boros Géza King Kong made in Japan című cikke szerint a film üzenete a fogyasztói kultúrát célozza, és az eredeti termékek, ez esetben Godzilla felsőbbrendűségét hirdeti az utánzatokkal szemben. Értekezését a Twilight of the Godz című Infermental video-előadásra alapozta, mely többek közt Godzilla szerepeltetésével szemléltette a japán tömegmédia-fogyasztó társadalom helyzetét, s melyet 1989-ben Budapesten is levetítettek.
A G-Fan magazin 104. számában közölt áttekintésében a filmtörténeti könyveket író John LeMay A+ (csillagos 5-ös) értékelést adott a filmre a rendezői munka, speciális effektusok, zene és a széria történetében betöltött fontos szerepe miatt, és „gátlástalan móka”-ként írta le. Felfigyelt rá, hogy korábban a franchise többi 70-es évekbeli részével együtt az idősebb rajongók széles körben kritizálták a filmet az eredeti klasszikusokhoz képest, de az ezredforduló után a közvélemény pozitív irányba tolódott, miután egy új nemzedék nőtt fel rajta. A rajongók körében a film így ma nagy népszerűségnek örvend, MechaGodzilla pedig a franchise egyik legkedveltebb és legismertebb karaktere. Godzilla után ő volt az első Tóhó karakter, amelyről a Bandai cég játékfigurát gyártott, és öt további élőszereplős filmben, valamint a 2017-18-as Godzilla animetrilógiában is szerepelt ő vagy valamilyen átértelmezése. A pop-kulturális utalások és paródiák (például a South Park-béli Mecha-Streisand vagy a Ready Player One regény és annak Steven Spielberg által rendezett filmváltozata) révén még azok is ismerik, akik egy Godzilla filmet sem láttak. A szintén itt debütáló King Caesar azonban nem lett felkapott. Egy későbbi filmben tűnt fel ismét, a 2004-es Godzilla: Final Wars-ban, melynek rendezője, Kitamura Rjuhei a Godzilla a Mechagodzilla ellent nevezte meg kedvenc Godzilla filmjének.

## Érdekességek
- King Ghidorah, a háromfejű földönkívüli sárkány, Godzilla főellensége, cameozik a hercegnő látomása alatt, mint a világot elpusztító szörny. Ez a filmben használt kevés konzerv anyag egyike.
- Ez volt az első Godzilla film, amely szerepükhöz kötve közzétette a szörnyjelmezekbe bújt előadók nevét.[51]
- Ha megsérülnek vagy meghalnak, az idegenek visszaváltoznak eredeti, majomszerű alakjukba. Ez utalás az 1986-os A majmok bolygója filmre.[52] A folytatásban az idegenek saját kezükkel veszik le álarcukat, imitálva A majmok bolygója 2-ben szereplő mutánsokat.
- A film magyar szinkronja több fordítási következetlenséget mutat. Valahányszor megjelenik Godzilla és Anguirus, a dialógus szerint mindig egy másik példány az, és a világon számos Godzilla létezik. Egyes szövegrészek szerint MechaGodzillából többet gyártottak, mások szerint csak egyet. Az ősi jóslat eredeti szövege szerint két szörny menti meg az emberiséget, a magyar fordítás szerint azonban az emberek elpusztítása a céljuk. Ráadásul a magyar szinkron meGagodzillát emleget meCHa helyett.
- Címe ellenére az 1993-ban kiadott Godzilla vs. MechaGodzilla II nem ennek a filmnek a folytatása, hanem újrafeldolgozása, amelyben Godzilla az ellenfél és a robot áll az emberek oldalán.

## Fordítás
- Ez a szócikk részben vagy egészben  a   Godzilla vs. Mechagodzilla című angol Wikipédia-szócikk fordításán alapul.  Az eredeti cikk szerkesztőit annak laptörténete sorolja fel. Ez a jelzés csupán a megfogalmazás eredetét és a szerzői jogokat jelzi, nem szolgál a cikkben szereplő információk forrásmegjelöléseként.